# Condado de Golden Valley (Dakota do Norte)
O Condado de Golden Valley é um dos 53 condados do Estado americano da Dakota do Norte. A sede do condado é Beach, e sua maior cidade é Beach. O condado possui uma área de 2 596 km² (dos quais 0,25 km² estão cobertos por água), uma população de 1 924 habitantes, e uma densidade populacional de 1 hab/km² (segundo o censo nacional de 2000).